# Leptomyrmex erythrocephalus
Leptomyrmex erythrocephalus es una especie de hormiga del género Leptomyrmex, subfamilia Dolichoderinae. Fue descrita científicamente por Fabricius en 1775.
Se distribuye por Australia. Se ha encontrado a elevaciones de hasta 1380 metros. Vive en microhábitats como nidos, piedras y el forraje.